# Liste de films français sortis en 1924
Listes de films français
- 1920
- 1921
- 1922
- 1923
- 1924
- 1925
- 1926
- 1927
- 1928

Ci-dessous une liste des films français sortis en 1924. Cette liste est probablement incomplète.

## 1924
| Titre                                 | Réalisateur                           | Acteurs                                                          | Genre                     | Notes  |  |
| ------------------------------------- | ------------------------------------- | ---------------------------------------------------------------- | ------------------------- | ------ |  |
| L'Affiche                             | Jean Epstein                          | Nathalie Lissenko, Genica Missirio, Camille Bardou               | Drame                     |        |  |
| Altemer le cynique                    | Georges Monca, Maurice Kéroul         | Constant Rémy, Geneviève Félix, Berthe Jalabert                  |                           |        |  |
| Âme d'artiste                         | Germaine Dulac                        | Iván Petrovich, Nicolas Koline                                   |                           |        |  |
| L'Arriviste                           | André Hugon                           | Pierre Blanchar, Jeanne Helbling                                 |                           |        |  |
| Au secours !                          | Abel Gance                            | Max Linder, Jean Toulout, Gina Palerme                           | Comédie                   | 18 min |  |
| L'Aventurier                          | Maurice Mariaud                       | Jean Angelo, Jeanne Helbling, Georges Deneubourg                 |                           |        |  |
| Ballet mécanique                      | Fernand Léger                         | Alice Prin                                                       |                           |        |  |
| La Bataille                           | Édouard-Émile Violet, Sessue Hayakawa | Sessue Hayakawa, Gina Palerme, Jean Dax                          | Drame                     |        |  |
| La Belle Nivernaise                   | Jean Epstein                          | Blanche Montel Maurice Touzé                                     | Comédie dramatique        |        |  |
| La Brière                             | Léon Poirier                          | José Davert, Laurence Myrga Jeanne Marie-Laurent, Armand Tallier | Drame                     |        |  |
| Catherine ou Une vie sans joie        | Albert Dieudonné, Jean Renoir         | Catherine Hessling, Albert Dieudonné                             |                           |        |  |
| Château historique                    | Henri Desfontaines                    | Émile Drain, Charles Dechamps Eva Raynal                         |                           |        |  |
| Le Chiffonnier de Paris               | Serge Nadejdine                       | Nicolas Koline, Hélène Darly, Francine Mussey                    | Comédie dramatique        |        |  |
| Les Cinquante ans de Don Juan         | Henri Etiévant                        | Charles Vanel, Geneviève Cargese, Sylvio De Pedrelli             |                           |        |  |
| La Cité foudroyée                     | Luitz-Morat                           | Daniel Mendaille, Jane Maguenat, Armand Morins                   | Science-fiction           |        |  |
| Claudine et le Poussin                | Marcel Manchez                        | Dolly Davis, Pierre Batcheff, Gilbert Dalleu                     | Comédie                   |        |  |
| Cœurs farouches                       | Julien Duvivier                       | Desdemona Mazza, Gaston Jacquet, Rolla Norman                    | Drame                     |        |  |
| Le Cousin Pons                        | Jacques Robert                        | Maurice de Féraudy, Gaston Modot, André Nox                      |                           |        |  |
| Dans les griffes de l'araignée        | Ladislas Starewitch                   |                                                                  | Court métrage d'animation | 20 min |  |
| Les Demi-vierges                      | Armand Du Plessy                      | Germaine Fontanes, Gaston Jacquet, Gabriel de Gravone            | Drame                     |        |  |
| Le Diable dans la ville               | Germaine Dulac                        | René Donnio, Léon Mathot, Albert Mayer                           |                           |        |  |
| La Double existence de Lord Samsey    | Georges Monca, Maurice Kéroul         | Geneviève Félix, Fernand Herrmann, Maxime Desjardins             |                           |        |  |
| L'Emprise                             | Henri Diamant-Berger                  | Pierre de Guingand, Henri Rollan, Marguerite Moreno              |                           |        |  |
| L'Enfant des halles                   | René Leprince                         | Jean-Paul de Baere, Gabriel Signoret, Suzanne Bianchetti         |                           |        |  |
| Enfants de Paris                      | Albert Francis Bertoni                | Tramel, Lucien Dalsace, Marguerite Madys                         |                           |        |  |
| L'Énigme du Mont Agel                 | Alfred Machin                         | Odette Josylla, Lucien Dalsace, Jacques Volnys                   |                           |        |  |
| Entr'acte                             | René Clair                            | Jean Börlin, Inge Frïss                                          |                           |        |  |
| Feliana l'espionne                    | Gaston Roudès                         | France Dhélia, Lucien Dalsace, Paul Ollivier                     |                           |        |  |
| La Fille bien gardée                  | Louis Feuillade                       | René Poyen, Bouboule, Alice Tissot                               |                           |        |  |
| La Fille de l'eau                     | Jean Renoir                           | Catherine Hessling, Pierre Philippe                              | Mélodrame                 |        |  |
| Les Fils du soleil                    | René Le Somptier                      | Marquisette Bosky, Joë Hamman, Georges Charlia                   |                           |        |  |
| La Flambée des rêves                  | Jacques de Baroncelli                 | Sandra Milovanoff, Eric Barclay, Suzanne Bianchetti              |                           |        |  |
| La Galerie des monstres               | Jaque Catelain                        | Jaque Catelain, Lois Moran, Jean Murat                           |                           |        |  |
| La Gitanilla                          | André Hugon                           | Ginette Maddie                                                   |                           |        |  |
| La Gosseline                          | Maurice Champreux                     | Bouboule, René Poyen, Alice Tissot                               |                           |        |  |
| La Goutte de sang                     | Maurice Mariaud, Jean Epstein         | Georges Charlia, Michel Floresco, Roger Karl                     | Drame                     |        |  |
| Les Grands                            | Henri Fescourt                        | Max de Rieux, Jeanne Helbling, Georges Gauthier                  | Drame                     |        |  |
| L'héritage de cent millions de Armand | Armand Du Plessy                      | René Worms, Jules Raucourt, Marcel Lévesque                      | Comédie                   |        |  |
| Les Héritiers de l'oncle James        | Alfred Machin et Henry Wulschleger    | Ginette Maddie                                                   | Comédie                   |        |  |
| L'Heureuse Mort                       | Serge Nadejdine                       | Suzanne Bianchetti, Pierre Labry Nicolas Rimsky                  | Comédie dramatique        |        |  |
| L'Homme sans nerfs                    | Gérard Bourgeois, Harry Piel          | Harry Piel, Dary Holm, Marguerite Madys                          | Aventure                  |        |  |
| L'Inhumaine                           | Marcel L'Herbier                      | Georgette Leblanc, Jaque Catelain, Marcelle Pradot               | Drame                     |        |  |
| L'Inondation                          | Louis Delluc                          | Ève Francis , Ginette Maddie, Edmond Van Daële                   |                           |        |  |
| L'Ironie du sort                      | Georges Monca, Maurice Kéroul         | Denise Lorys, Fernand Herrmann, Geneviève Félix                  | Drame                     |        |  |
| J'ai tué !                            | Roger Lion                            | Huguette Duflos, Max Maxudian, Denise Legeay                     | Drame                     |        |  |
| La Joueuse d'orgue                    | Charles Burguet                       | Marcel Girardin, Camille Bardou, René Blancard                   | Drame                     |        |  |
| Kean ou Désordre et génie             | Alexandre Volkoff                     | Ivan Mosjoukine, Mary Odette, Nathalie Lissenko                  | Drame                     |        |  |
| Le Lion des Mogols                    | Jean Epstein                          | Ivan Mosjoukine, Nathalie Lissenko                               |                           |        |  |
| Lucette                               | Maurice Champreux, Louis Feuillade    | Bouboule, Alice Tissot, Henri-Amédée Charpentier                 |                           |        |  |
| La Main qui a tué                     | Maurice de Marsan, Maurice Gleize     | Gina Manès, Henri Deneyrieu, Jean d'Yd                           |                           |        |  |
| Mandrin                               | Henri Fescourt                        | Romuald Joubé, Paul Guidé, Gilbert Dalleu, Johanna Sutter        | Serial Drame              | 8 ép   |  |
| Mimi Pinson                           | Théo Bergerat                         | Gabriel de Gravone, Simone Vaudry, Armand Bernard                |                           |        |  |
| Le Miracle des Loups                  | Raymond Bernard                       | Charles Dullin, Romuald Joubé                                    |                           |        |  |
| Mon oncle Benjamin                    | René Leprince                         | Léon Mathot, Madeleine Erickson Charles Lamy                     | Comédie                   |        |  |
| La Neige sur les pas                  | Henri Etiévant                        | Germaine Fontanes, Victor Francen                                |                           |        |  |
| L’Ombre du bonheur                    | Gaston Roudès                         | France Dhélia, Constant Rémy, Jean Devalde                       |                           |        |  |
| Paris                                 | René Hervil                           | Dolly Davis, Joe Alex, Jean-Louis Allibert                       |                           |        |  |
| Paul et Virginie                      | Robert Péguy                          | Jean Bradin, Simone Jacquemin, Jeanne Bérangère                  | Drame                     |        |  |
| Pêcheur d'Islande                     | Jacques de Baroncelli                 | Charles Vanel, Sandra Milovanoff                                 |                           |        |  |
| Le Petit Jacques                      | Georges Raulet, Georges Lannes        | André Rolane, Henri Baudin, Violette Jyl                         |                           |        |  |
| La Petite Chanteuse des rues          | Ladislas Starewitch                   | Nina Star                                                        | Court métrage d'animation | 12 min |  |
| Pierre et Jean                        | Émile-Bernard Donatien                | Donatien, Suzanne Desprès, Georges Charlia, Lucienne Legrand     |                           |        |  |
| Pierrot, Pierrette                    | Louis Feuillade                       | René Poyen, Bouboule, Henri-Amédée Charpentier                   |                           |        |  |
| La Princesse aux clowns               | André Hugon                           | Huguette Duflos, Charles de Rochefort                            |                           |        |  |
| Pulcinella                            | Gaston Roudès                         | Constant Rémy, France Dhélia, Jean Devalde                       |                           |        |  |
| Quelqu'un dans l'ombre                | Marcel Manchez                        | Colette Darfeuil, André Dubosc Irène Wells, Maurice Lagrenée     | Comédie                   |        |  |
| Le Roi de la vitesse                  | Henri Diamant-Berger                  | Pierrette Madd, Pierre de Guingand, Marcel Vallée                |                           |        |  |
| Le Secret d'Alta Rocca                | André Liabel                          | Henri Bosc, Jean Dulac, Charles Casella                          | Crime                     |        |  |
| Soirée mondaine                       | Pierre Colombier                      | André Luguet, Pierrette Caillol, Michel Floresco, Paulette Ray   | Comédie                   |        |  |
| Terreur                               | Edward José, Gérard Bourgeois         | Pearl White, Henri Baudin, Robert Lee                            | Drame                     |        |  |
| Le Vert galant                        | René Leprince                         | Aimé Simon-Girard, Carlos Avril, Pierre de Guingand              |                           |        |  |
| La Vierge du portail                  | Albert Durec                          | Frantz Schulz, Solange Vlaminck, Hermann Vallentin               |                           |        |  |
| Violettes impériales                  | Henry Roussell                        | Raquel Meller, André Roanne, Suzanne Bianchetti, Jeanne Even     | Comédie                   |        |  |
| La Voyante                            | Léon Abrams                           | Sarah Bernhardt, Georges Melchior, Harry Baur                    | Drame                     | perdu  |  |